# Comsys
Comsys Holdings Corporation é uma holding japonesa, sediado em Kyoto.

## História
A Comsys foi estabelecida em 2003.